# Hellisay
Hellisay est une île du Royaume-Uni située en Écosse.